# Източен Лоудиън
Източен Лоудиън (на английски: East Lothian, на шотландски: Lodainn an Ear) е една от 32-те области в Шотландия. Граничи с град Единбург и областите Мидлоудиън и Шотландски граници.

## Населени места
|  |  |